# 唐の第1次高句麗遠征
唐による第1次高句麗遠征（とうによるだいいちじこうくりえんせい）は、西暦645年に始まった唐の高句麗出兵において最初に行われた軍事行動である。この戦争は、唐の太宗が栄留王を殺したことで淵蓋蘇文総司令官を罰する為に645年に高句麗に対する戦役を率いた時に始まった。唐軍は太宗自身と李勣将軍、李道宗将軍、長孫無忌将軍が指揮した。
645年、多くの高句麗の城を確保し行く手の大軍を破ると、太宗は首都平壌に進軍し高句麗を征服する準備ができたと見たが、当時楊万春が指揮する安市城の強力な防衛に打ち勝てなかった。太宗は60日以上戦い戦争が不成功に終わると撤退した。

## 背景
642年、高句麗は東明聖王が反対勢力全てと漢を破ってから700年近い独立を享受していた。高句麗は391年から413年まで高句麗を支配した好太王の時代に頂点に達した。この時代に高句麗は近隣の諸国を征服し朝鮮半島の緩やかな連合を成し遂げながら東アジアの大国の一つになった。繁栄の時代を過ぎると、高句麗は国内の紛争により5世紀の終わりに衰退し始めた。  
551年、南の2か国百済と新羅が互いに同盟し、漢江流域地域を攻撃した。その際新羅は百済を裏切り、この地域から部隊を引き上げ、従って漢江流域全体を自国の為に確保した。怒り狂って百済の王は新羅攻撃を決めたが、部隊が疲弊した為に百済は戦いに敗れ、王自身が死んだ。新羅は中国と交流する手段をもたらす黄海への道筋を手に入れた。これで関係を徐々に強化する新羅と中国の王朝間の関係に対する条件ができ、7世紀までに双方から高句麗に脅威を与える同盟となった。6世紀の終わりには隋と高句麗の間で戦争が勃発した。隋は598年と612年、613年、614年に計4回侵攻を行ったが、全て敗北した。特に612年に煬帝は高句麗攻撃に100万人に上る部隊を移動させたが、惨めにも失敗した。高句麗との戦争は、隋を激しく弱体化させ、更に崩壊を早めながら隋を不安定にした。
7世紀、630年に東突厥を征服し640年にシルクロード沿いの小国数か国を征服すると、太宗は高句麗に注意を向け始めた。高句麗は最早嘗てほどの力はなかったが、依然として地域での力は強大であった。太宗は高句麗を破る個人的な野心を持ち、煬帝が失敗したことで成功しようと決めた。
一方高句麗では栄留王が高句麗の大貴族の一人淵蓋蘇文（ヨン・ゲソムン）を脅威とみなした為に栄留王は多くの廷臣と共に淵蓋蘇文を処刑する計画を立てた。しかしこの陰謀は失敗し、淵蓋蘇文は反対派の廷臣と一緒に王を殺し、栄留王の甥宝蔵を高句麗の新王にした。ここから淵蓋蘇文は傀儡の宝蔵王を通じて事実上高句麗を支配した。
642年、義慈王は新羅を攻撃し、約40か所を確保した。643年、新羅が高句麗と百済の連合軍の攻撃を受けている為に善徳女王は唐の援助を要請した。太宗は高句麗と百済が新羅への攻撃をやめるよう要求する相里玄獎という廷臣を送ったが、淵蓋蘇文は拒否した。

## 推移

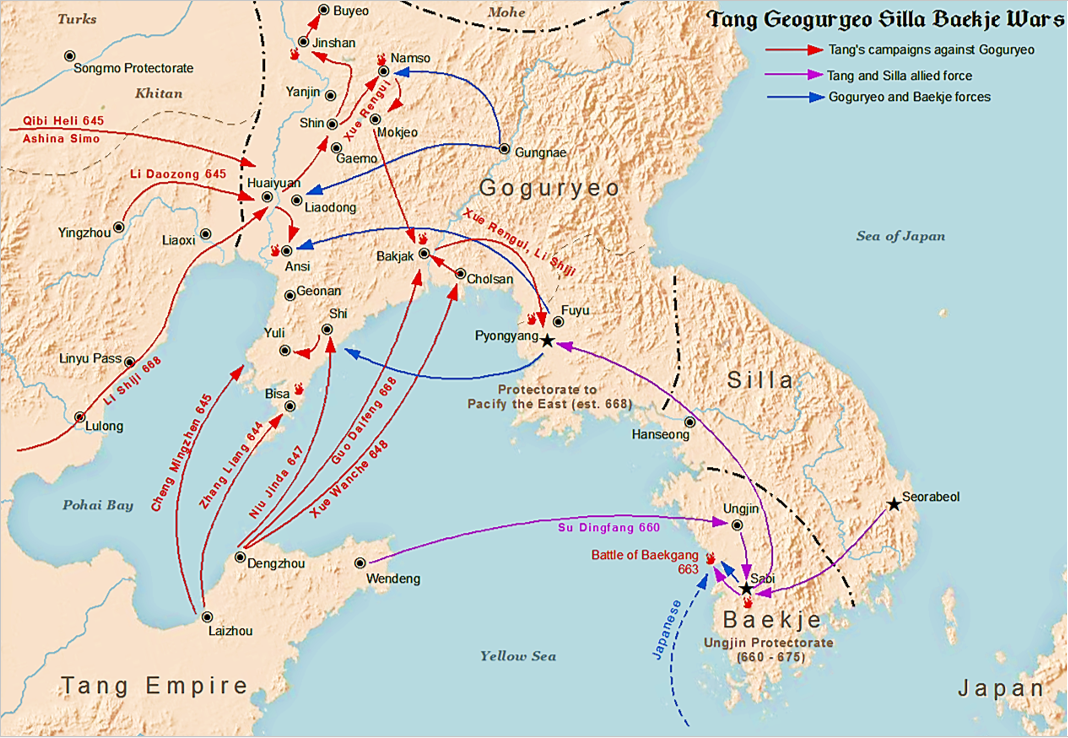
唐と高句麗や新羅、百済などの朝鮮半島の王国間の戦争

太宗は淵蓋蘇文が高句麗王を殺害したことを口実に使って、644年に侵攻に向けた準備を開始した。陸上では6万人の唐兵と詳しくは分からない人数の部族部隊が645年4月に李勣将軍の指揮の下で幽州に集まった。太宗は個人的に1万人の騎兵を指揮し、遠征中に李勣の部隊と合流し増強することになる。海上では500隻の大艦隊が遼東半島から朝鮮半島にかけて4万人の増援徴用兵と3000人の軍人（長安と洛陽の精鋭からの志願兵）を運んだ。
5月1日、李勣将軍の部隊は、高句麗領内に入り、更に北の遼河を渡り、敵を驚かせた。5月16日、蓋牟城への戦闘を行い、僅か11日で奪取し、2万人と穀物10万石（6万リットル）を没収した。李勣将軍はこの時遼東城に向けて前進し、4万人の高句麗の救援部隊を粉砕した。数日後太宗と騎馬隊が合流した。唐軍が城壁を破れる焼夷性の投射物と有利な風を受けて6月16日に驚くべき容易さで奪取しながら遼東城への戦闘を共に行った。
6月27日、唐軍は白巌城に到着した。7月2日、高句麗の司令官は、唐に投降した。太宗は都市は略奪すべきではなく市民は奴隷にしてはならないと命令した。
7月18日、唐軍は安市城の外周に到着した。太宗は高句麗と靺鞨から成り総勢15万人の救援の大軍に注意を払っていた。長孫無忌ら将軍が指揮する別の唐軍が密かに後方から敵軍を攻撃することになる一方で、高句麗軍をおびき出す1万5000人の部隊と共に李勣を送った。7月20日、両面から戦闘に向かい、唐軍は勝利した。高句麗軍の殆どは、敗戦後に四散した。残る高句麗軍は、近くの丘に逃げたが、唐軍が包囲すると翌日には投降した。唐軍は36800人を捕虜にした。この捕虜の内唐軍は3500人の将校と指導者を中国に送り、3300人の靺鞨兵を処刑し、結局は残りの一般の高句麗兵は解放した。 
勝利したにもかかわらず唐軍は楊万春の部隊が防衛する安市城を破れなかった。唐軍は日に6回から7回安市城を攻撃したが、高句麗軍はその都度防衛した。何日も何週間も過ぎ、太宗は高句麗深く攻め込むために安市城包囲戦を諦めることを数回考えたが、安市城は遠征中に諦めるには脅威が大きすぎると思われた。結局唐は巨大な塚を建設することに全てを賭けたが、鹵獲され、3日間唐軍が激しく攻撃を仕掛けたにもかかわらず高句麗は成功裏に防衛した。
高句麗軍は数か月間城をなんとか保った。寒い気候（そして冬の到来）と減少する食糧で唐軍にとって悪化する条件により悪化することで太宗は10月13日に高句麗からの撤退を命じざるを得なかったが、安市城の司令官には素晴らしい贈り物を残した。太宗の撤退は困難で、兵士の多くが死んだ。太宗自身が共に高句麗に対する戦役で負傷した突厥の契苾何力将軍と阿史那思摩将軍の負傷の世話をした。

## その後
647年、関係が正常化すると、太宗は再び高句麗との関係を締め付け、遠征に向けて3万の部隊を用意した。今度は高句麗を弱体化するために高句麗に対して小規模の攻撃を開始するよう命じた。一部の唐の将校は、そのような遠征には1年分の食糧と戦艦の建造が必要であると助言した。剣南道は前の戦争には関わっていなかったので、唐の将校は、ここでの軍艦建造を提案した。太宗は合意し、軍艦建造の為に強偉を派遣した。しかし人々は間もなく剣南道の人々が軍艦建造に向いていないことを悟った為に最後は軍艦建造用に肋材を提供することを担当するだけになった。
649年、太宗が死去した。死ぬ前に戦役を中止するように命令した。高宗が即位すると、唐は一連の高句麗と百済に対する戦争を開始した。666年、淵蓋蘇文が死去し、高句麗の力は、後継問題を巡って激しく弱体化した。唐と新羅の連合軍は、逃亡者淵男生の支援を受けて667年に高句麗への新たな侵攻に取り掛かり、668年、淵蓋蘇文の死後に紛争や多数の逃亡、広範な士気沮喪により苦しめられた高句麗を遂に征服し分裂させた。